# Andrzej Przybielski
Andrzej Grzegorz Przybielski (ur. 9 sierpnia 1944 w Bydgoszczy, zm. 9 lutego 2011 tamże) – polski trębacz jazzowy, związany z polską sceną awangardową i free jazzową.

## Życiorys
Ukończył Technikum Kolejowe w Bydgoszczy. Rozpoczynał od jazzu tradycyjnego, grając obok Bogdana Ciesielskiego i Jacka Bednarka w Traditional Jazz Group. Do połowy lat 60. grał na kornecie i trąbce bluesy i dixielandy, później zauroczył go modern jazz. Jego mistrzami stali się Dizzy Gillespie i Miles Davis.
W 1968 wraz z Trio Gdańsk został laureatem konkursu Jazz nad Odrą. W 1969 wraz z Formacją Muzyki Współczesnej wystąpił na Jazz Jamboree. Współtworzył muzykę dla Teatru Narodowego (spektakle Adama Hanuszkiewicza: „Kordian”, „Beniowski”, „Norwid”), Teatru Performer z Zamościa, Sceny Teatru Witkacego w Zakopanem.
Współpracował z takimi muzykami, jak: Helmut Nadolski, Jacek Bednarek, Andrzej Kurylewicz, Czesław Niemen, Tomasz Stańko, Stanisław Sojka, Adam Hanuszkiewicz, Wanda Warska, Marcin Oleś i Bartłomiej Brat Oleś, Ryszard Tymon Tymański, Wojciech Konikiewicz, Piotr Iwicki (Tribute To Miles Orchestra) oraz Józef Skrzek. Współtwórca i współlider grup: Sesja 72, Big Band Free Cooperation, Acoustic Action. Na początku 1990 roku w rodzinnej Bydgoszczy założył własny zespół pod nazwą „Asocjacja Andrzeja Przybielskiego” w składzie: Karol Szymanowski (wibrafon), Andrzej Kujawa (bass), Józef Eliasz (perkusja). Rok później powstał skład z inną sekcją rytmiczną: Grzegorz Nadolny (bass) i Grzegorz Daroń (perkusja). Asocjacja, jedyny autorski projekt Andrzeja Przybielskiego, aktywnie koncertowała w tym składzie grając jego kompozycje aż do końca życia artysty. W tym samym czasie współpracował również z muzykami sceny yassowej i związanymi z bydgoskim klubem Mózg, m.in. w grupie NRD czy Sing Sing Penelope.
Ostatnia studyjna sesja muzyczna została nagrana w Polskim Radiu Pomorza i Kujaw 17.XII 2010 r. do tekstów Jarosława Pijarowskiego,
Zmarł 9 lutego 2011 r. w Bydgoszczy. Został pochowany 15 lutego na Cmentarzu Komunalnym.
9 lutego 2012, w pierwszą rocznicę śmierci ukazała się książka autorstwa Zdzisława Pająka Maluj muzykę, bracie. Andrzej Przybielski 1944–2011.

## Dyskografia
- Jazz Jamboree 1969 – Andrzej Przybielski Quartet – „Żeberówka” (utwór nr 2) (1969)[5]
- Jazz Jamboree 1970 – Andrzej Kurylewicz Contemporary Music Formation & Wanda Warska (utwory 3–5) (1970)
- Andrzej Kurylewicz – Muzyka Teatralna i telewizyjna (1971)  (Muza SXL 0831)[6]
- Grupa W Składzie – Grupa W Składzie (1972–1975) wydana w 2013r. (Trzecia Fala – 002)[7]
- Czesław Niemen – Niemen vol. 2 (Marionetki) (1973)[8][9],
- Iga Cembrzyńska & Session 72 – Four Dialogues With Conscience (1973)[10]
- SBB – Sikorki (1973–1975)
- SBB – Wicher w polu dmie (1973–1975)
- Niobe – spektakl TV (1975)
- Andrzej Przybielski / Aleksander Korecki – 'Lykantropia' animacja Piotra Dumały (1981)
- Stanisław Sojka – Sojka Sings Ellington (1982)
- Helmut Nadolski – Jubileuszowa Orkiestra (1984) (Alma Art – 001)[11]
- Andrzej Przybielski – W sferze dotyku (1984)[12]
- Zbigniew Lewandowski (muzyk) – Zbigniew Lewandowski (1984) (Poljazz PSJ-125)[13]
- Andrzej Mitan – W Świętej racji (1984) (Alma Art – 003)[14]
- Biezan / Dziubak / Andrzej Mitan / Helmut Nadolski / Przybielski – Klub Muzyki Nowej Remont (1984)
- Księga Hioba – teatr muzyczny – Przybielski / Mitan / Kurtis / Litwiński / Trzciński /Zbigniew Wegehaupt / Zgraja (1985)
- Przedstawienie Hamleta we wsi Głucha Dolna – spektakl TV (1985)
- Free Cooperation – Taniec Słoni (1985)
- Ewa Bem – „I co z tego masz” (1986)[15]
- Green Revolution – Muzyka do filmu „Na całość” (1986)[16]
- Free Cooperation – In the Higher School (1986) (Poljazz PSJ-188)[17]
- Free Cooperation – Our Master’s Voice (1988) (Poljazz PSJ-186)[18]
- Tomasz Stańko – Witkacy Peyotl / Freelectronic (1988)
- Stanisław Sojka – Radioaktywny (1989)
- Kciuk – A little Wing (1990) (Arston ALP – 050)
- Mona Mur – „Warsaw”  (1991) (Solid Pleasure – SPLCD 1)[19]
- T.Love – Pocisk miłości (1991)[20]
- Variété – Variété (1993)
- Blustro – „Blues pod kominem” (1993)[21]
- Maestro Trytony – Enoptronia (1996) (Mózg Production – MÓZG CD002)[22]
- Stół Pański Gadające drzewo (1997) (Zbig Records)
- Mazzoll, Kazik i Arythmic Perfection – Rozmowy s catem (1997)[23]
- Tribute to Miles Orchestra – Live - Akwarium, Warszawa (1998) (Atlantic Records/Warner Music Poland)
- Stanisław Sojka & Andrzej Przybielski – Sztuka błądzenia (1999/2000)
- Mazzoll – Muzyka dla supersamów (2000)
- Custom Trio – Free Bop (2000)[24]
- The Ślub – Pierwsza (2000)
- Custom Trio – Andrzej Przybielski / Marcin Oleś /Brat Oleś / Janusz Smyk – Live (2001)
- Andy Lumpp Trio & Andrzej Przybielski – Music From Planet Earth (2000)
- Tymon Tymański & The Waiters – Theatricon Plixx (2001)[25]
- KaPeLa Trio & Andrzej Przybielski – Barwy przestrzeni (nie wydana) (2002)
- The Ślub – Druga (nie wydana) (2002)
- Orkiestra Świętokrzyska – Wykłady z Geometrii Muzyki (2003)
- Andy Lumpp Trio & Andrzej Przybielski – Musica Ex Spiritu Sancto (2003)
- Konikiewicz/Przybielski – Antyjubileusz (nie wydana) (2003)
- United Power of Fortalicje – Live – Teatr Performer, Zamość (nie wydana) (2003)
- Transtechnologic Orchestra (Przybielski, Konikiewicz) 2CD – Live – Teatr Mały, Warszawa (nie wydana) (2003)
- Andrzej Przybielski / Marcin Oleś / Brat Oleś – Muzyka do spektaklu teatru TV 'Pasożyt' (2003)
- Andrzej Przybielski / Marcin Oleś / Brat Oleś – Abstract (2005)[26]
- Asocjacja Andrzeja Przybielskiego „Sesja Open” / Andrzej Przybielski tp, Yura Ovsiannikow sax, Grzegorz Nadolny b, Grzegorz Daroń dr. (2005) wydana 16.08.2011 przez Miejski Ośrodek Kultury w Bydgoszczy przy okazji koncertu poświęconego pamięci Andrzeja Przybielskiego.
- Jaskinia  – „W Każdym Domu” (2006) (serpent.pl)[27]
- Super Grupa Bez Fałszywej Skromności – „Księga Hioba” (2007)[28]
- Green Grass – Blues dla Majki (2007)
- Józef Skrzek & SBB – „Jazz Gems” (2008)[29]
- Sing Sing Penelope i Andrzej Przybielski – Stirli People (2009)[30]
- Stanisław Soyka Sextet – „Studio Wąchock” (2009)[31]
- The Ślub – Trzeciak (nie wydana) (2010)
- Question Mark – Laboratory (2010)[32]
- Andrzej Przybielski / Jacek Mazurkiewicz / Paweł Osicki – Tren Żałobny (2011)[33]
- Andrzej Przybielski / Marcin Oleś / Brat Oleś – De Profundis (2011)[34]
- The Ślub – Bella Provincia (2011) (ForTune 0024)
- Stanisław Sojka – „Stanisław Soyka Śpiewa 7 Wierszy Czesława Miłosza” (2011) (Universal Music Polska – 277 187 3)[35]
- Mazzoll – „Responsio Mortifera”  (2012) (Osso Publisher – SN:19/2012)[36]
- Free Cooperation - „Free Cooperation” (2014) (Polish Radio Jazz Archives – 18)[37]
- OFF – Życie bez dotacji – płyta Jarosława Pijarowskiego (2015)  (Brain Active Records 006)

## Odznaczenia
- Krzyż Kawalerski Orderu Odrodzenia Polski – odznaczony pośmiertnie w 2011 roku[38].

## Upamiętnienie
- Tribute to Andrzej Przybielski vol 1. (2016) (Stowarzyszenie Jazz Poznań)